# Monastero di Sant'Anna (Nocera Inferiore)
Il monastero di Sant'Anna è una delle principali strutture conventuali della città di Nocera Inferiore. Il monastero, eretto nel XIII secolo, sorge lungo il fianco occidentale della collina del Parco. La struttura femminile è dedicata all'ordine domenicano e osserva regola di clausura. Addossato al fianco occidentale della collina del Parco, in origine fu realizzato in un luogo isolato rispetto al centro cittadino.
L'adiacente chiesa è elevata al rango di basilica.

## Storia

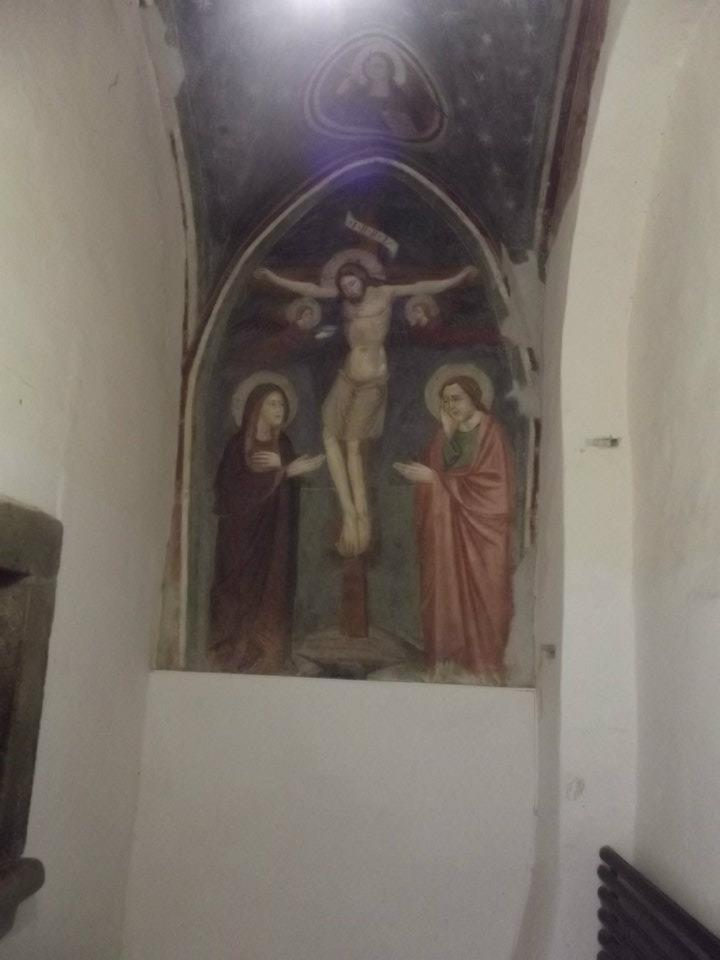
Crocifissione (attribuita a Roberto d'Oderisio)

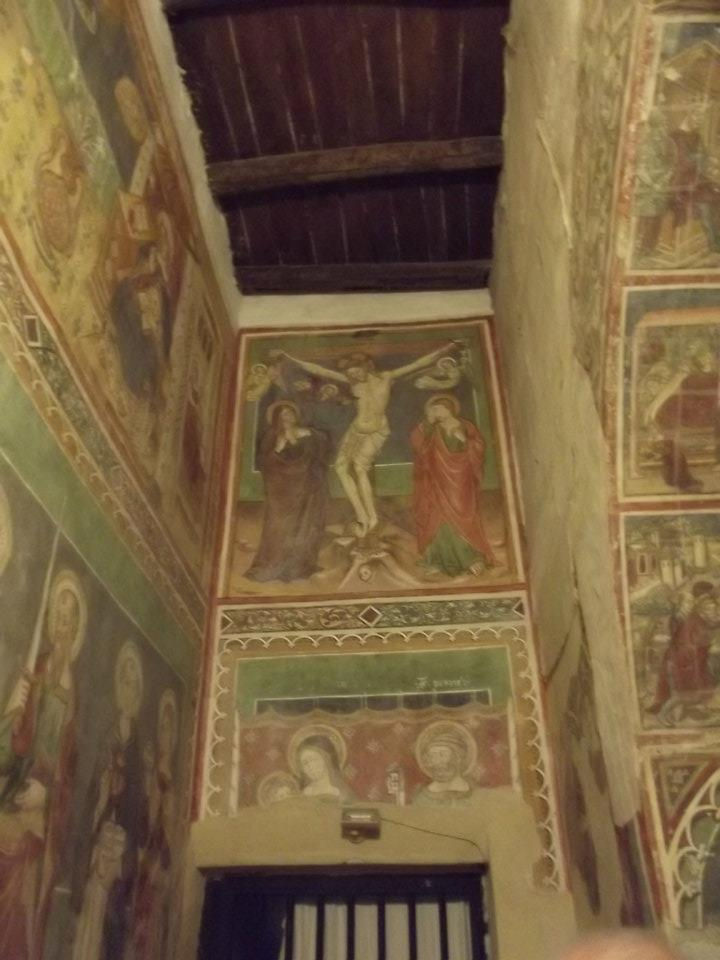
Affreschi quattrocenteschi

Il monastero ebbe origine nel 1282 grazie al nocerino Pietro, vescovo di Capaccio e consigliere di Carlo II, il quale acquistò una casa e un terreno in un luogo di Nocera in cui erano già presenti una cappella intitolata a San Giacomo (de domo de Philippis) e una cappella dedicata a Santa Maria delle Grazie (de domo Bartirhomo).
La prima priora del complesso monastico fu una certa Perna.
Il monastero, come tutta la città di Nocera, visse un periodo di splendore durante l'epoca angiona. Nella seconda metà del XIV secolo vi è notizia della presenza nella struttura di due monache di origine tedesca. Si tratta delle figlie del ciambellano di corte della regina Giovanna I di Napoli tale Bamberlenger.

## Il monastero
Si accede al complesso da una breve stradina in salita che conserva l'antico basolato. Il portone è situato sulla sinistra.
Il monastero presto si arricchì di tesori materiali ed artistici. Si conservano ancora intatte le alte mura che in maniera caratteristica chiudevano i giardini e gli edifici della grande insula ecclesiastica.
Nel 1792 fu inaugurata una pertinenza del monastero, la chiesa di Sant'Anna a Fiano, attualmente parrocchia della città di Nocera Inferiore.

## La basilica di Sant'Anna
Le imponenti dimensioni del monastero mostrano le tracce di una lunga serie di trasformazioni. Le più importanti furono quelle del 1685-1686, dovute ai guasti del tempo e dei terremoti. Tali restauri hanno coperto le originali volute gotiche della piccola chiesa, trasformandole secondo il gusto barocco.
Delle originarie forme gotiche restano tracce in strutture murarie esterne nel cortile d'accesso; in alcuni settori del Monastero e nel portale d'ingresso alla Chiesa.
Rilevante è il patrimonio artistico.
Nel vano della ruota è presente una Crocifissione trecentesca che fa pensare ad apporti di Roberto d'Oderisio. L'attribuzione è supportata dalla circostanza che una probabile familiare del pittore fu monacata nella struttura nocerina nel corso del quattordicesimo secolo.
Altrettanto interessante è una Annunciazione trecentesca conservata nei resti di un monumento funerario collocato nella saletta a destra della basilica. Si nota l'arma della famiglia Capograssi, che a quel tempo vantava alcuni consiglieri di corte. 

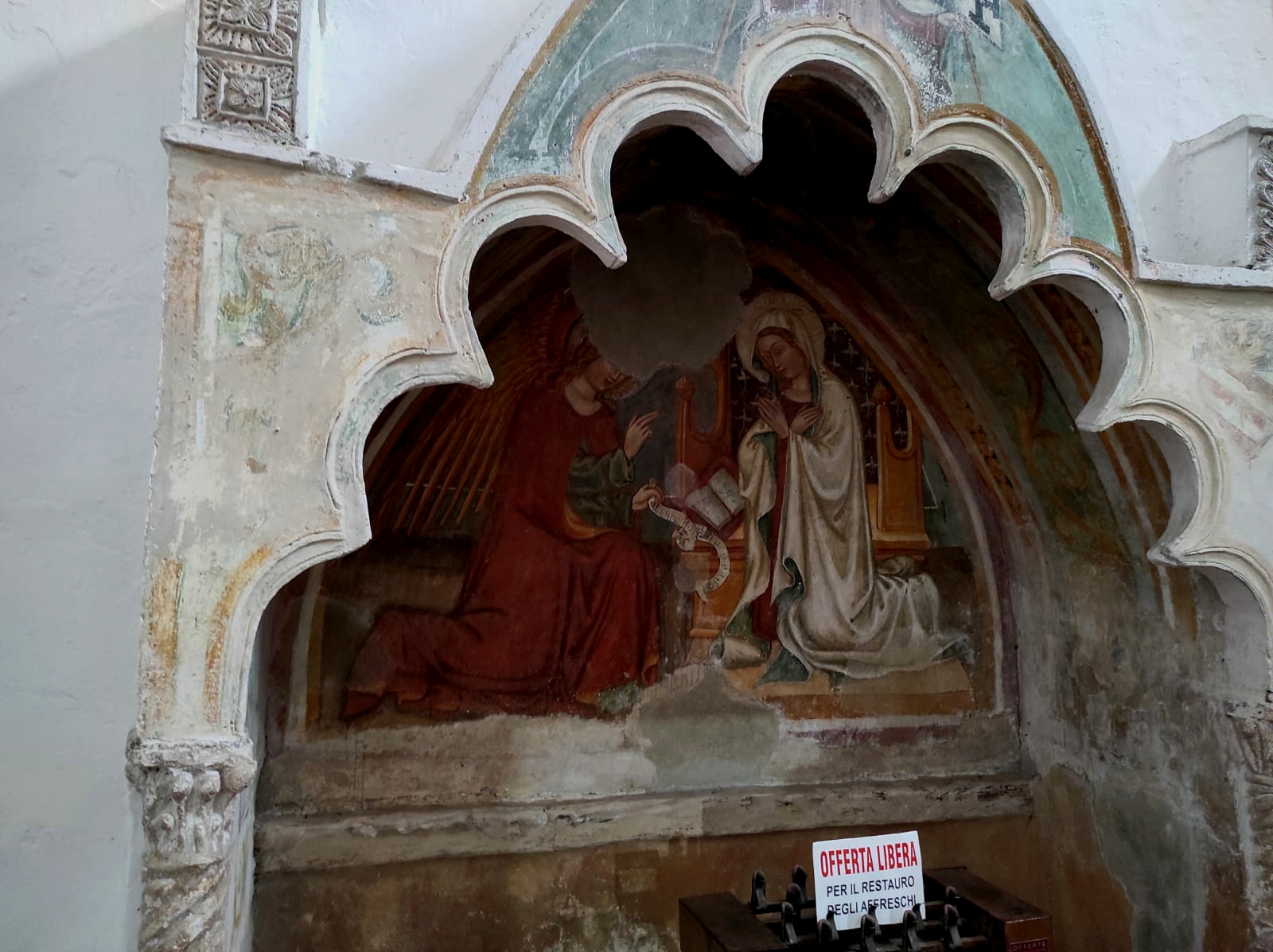
Affresco con l'Annunciazione e stemma dei Capograssi

Fa parte di un ciclo di affreschi databili al '400 (trovati per caso da una monaca), presenti in una stanzetta attigua alla chiesa.
Ne fanno parte una crocifissione, un ciclo di San Giacomo, una Madonna con Bambino attorniata da santi e una Sant'Anna Metterza. È possibile che siano stati realizzati dopo il 1435, quando una bolla di papa Eugenio IV promise indulgenze a chi avesse contribuito al restauro del convento oramai danneggiato.
All'esterno della chiesa è presente una lunetta di Andrea Sabatini del primo '500.
Al 1660 si data il Miracolo del Quadro di San Domenico in Soriano, realizzato da Chiara Villani, probabilmente una consorella del monastero. La sua firma è presente in calce all'opera: Sora Chiara Villani F. 1660.
Ancora nella chiesa sono presenti diverse grandi tele opera di tutta la famiglia Solimena: Angelo, Francesco e Orazio. 
Particolarmente interessante è la Incoronazione di Sant'Anna, di Angelo Solimena, databile al 1689, collocata sull'altare maggiore.
Di Francesco Solimena è una Madonna del Rosario del 1728. L'abate Ciccio donò la tela in omaggio alle sue nipoti monacate nel convento, come si legge nella dedica: F. Solimena in suarum gratiam nepotam monialium fecit et donavit a. d. 1728.
Attribuibili ad Orazio Solimena sono una Adorazione dei Magi (1772) e una Annunciazione. Il primo quadro fu dedicato alla sorella, monaca nel convento.

## Galleria d'immagini

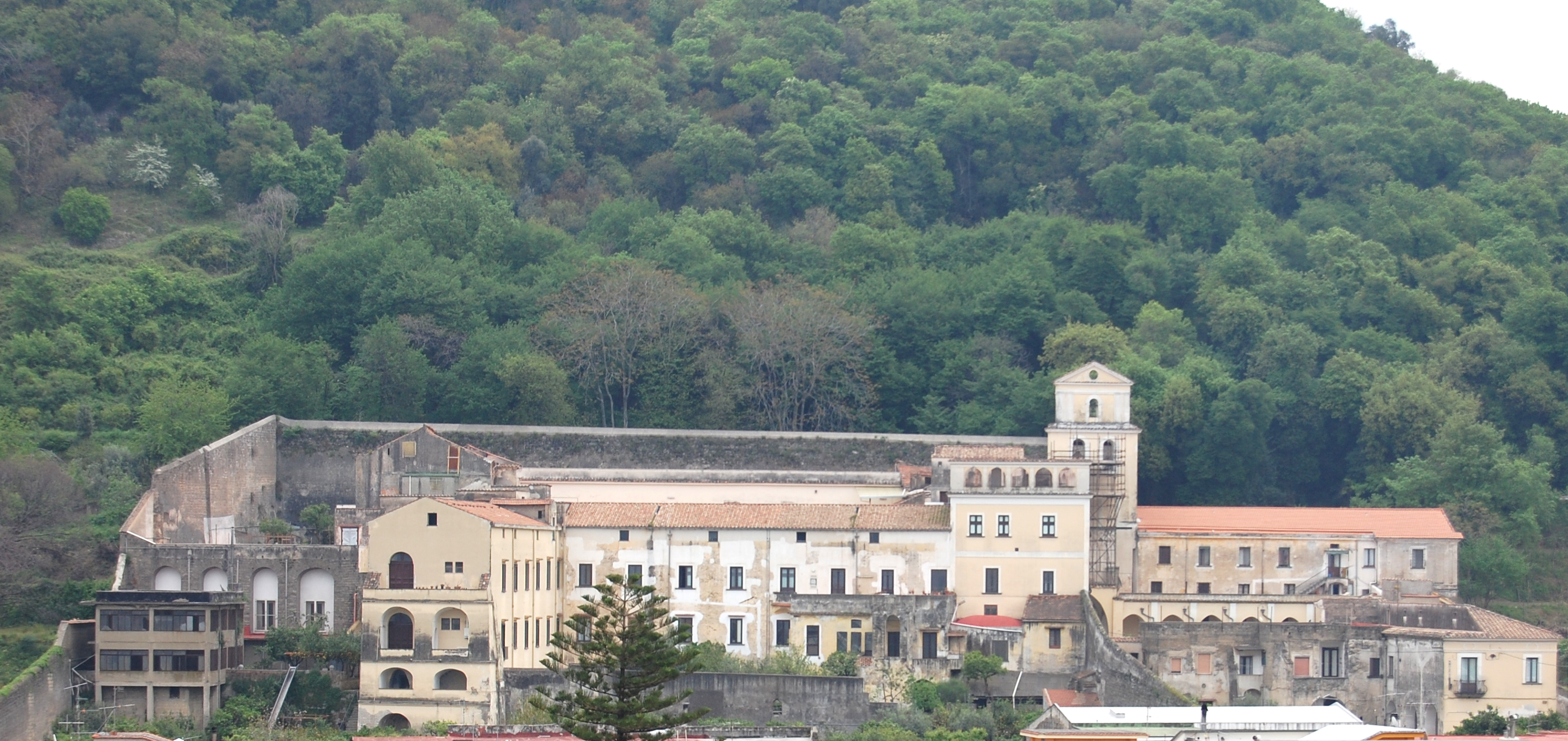
Il convento oggi
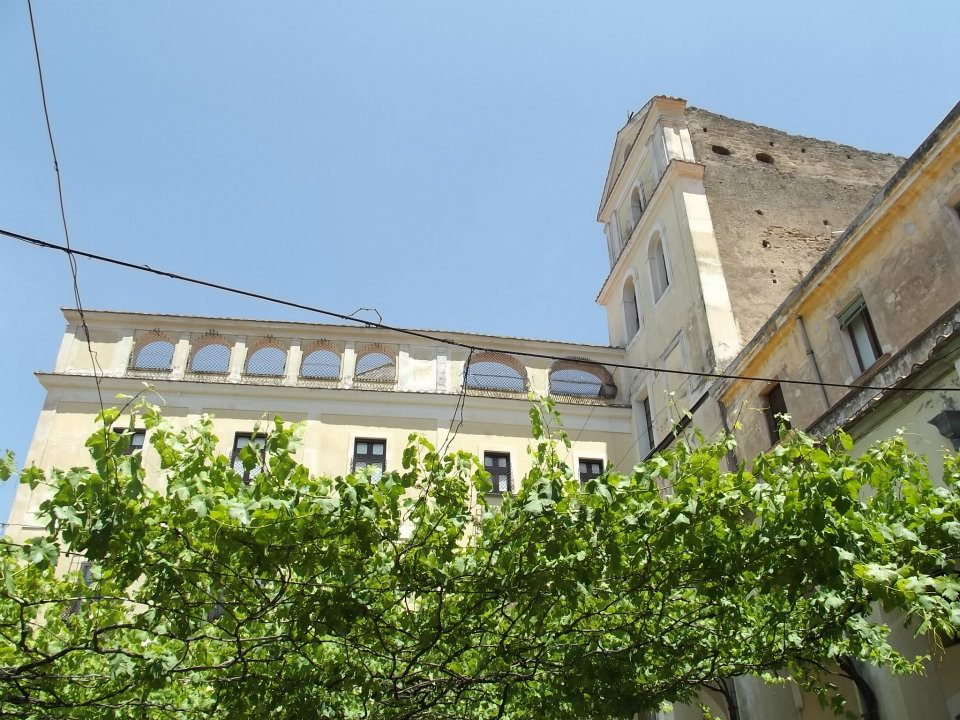
Particolare del convento
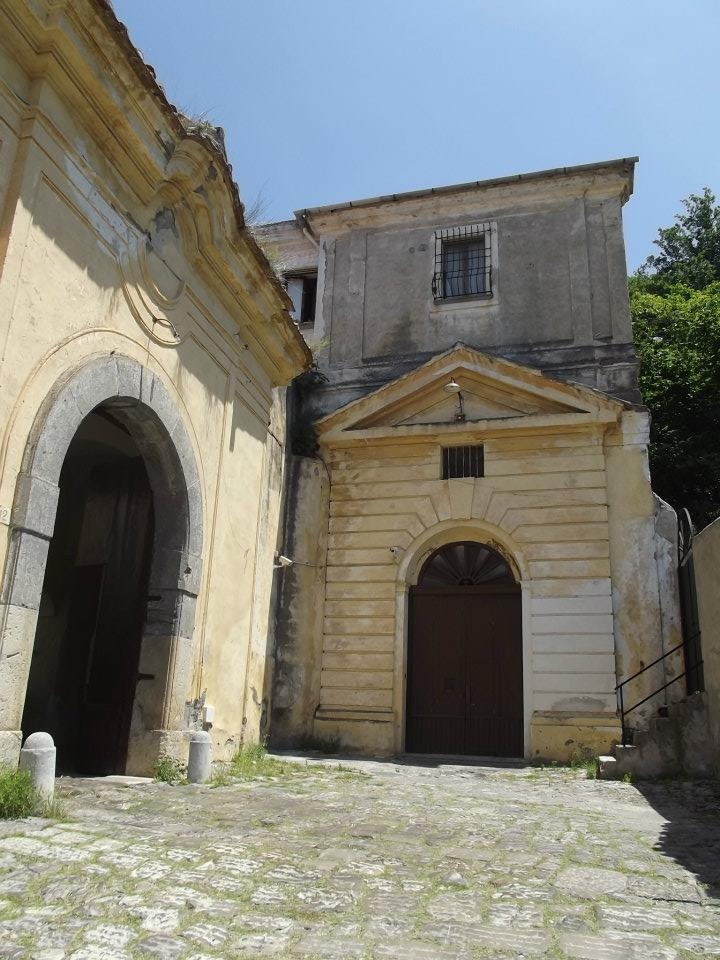
L'ingresso del convento
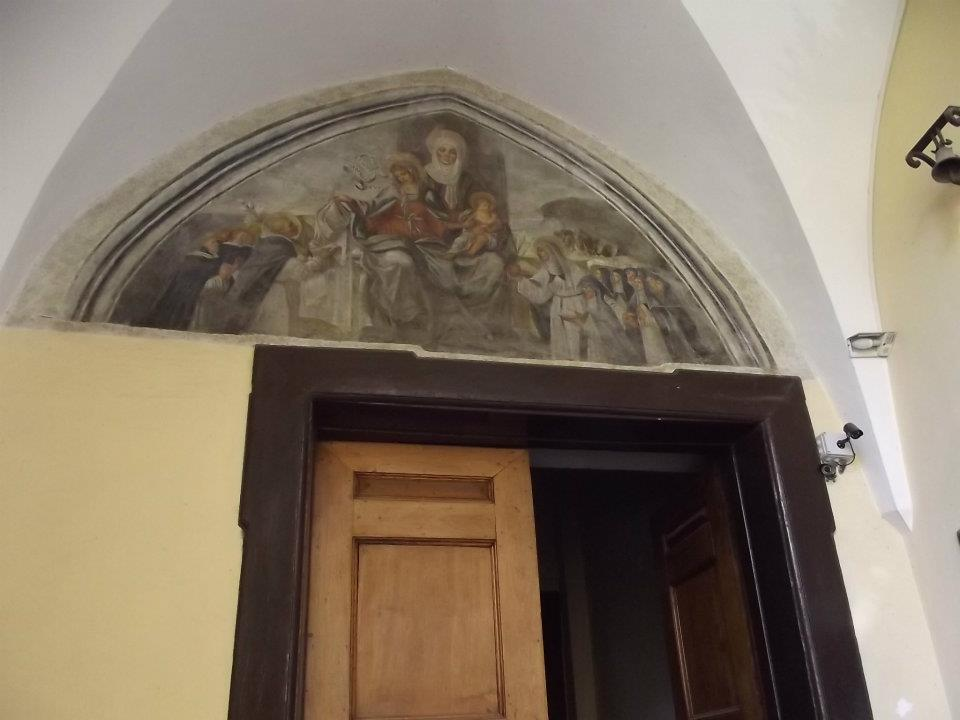
Sant'Anna, lunetta attribuita ad Andrea Sabatini
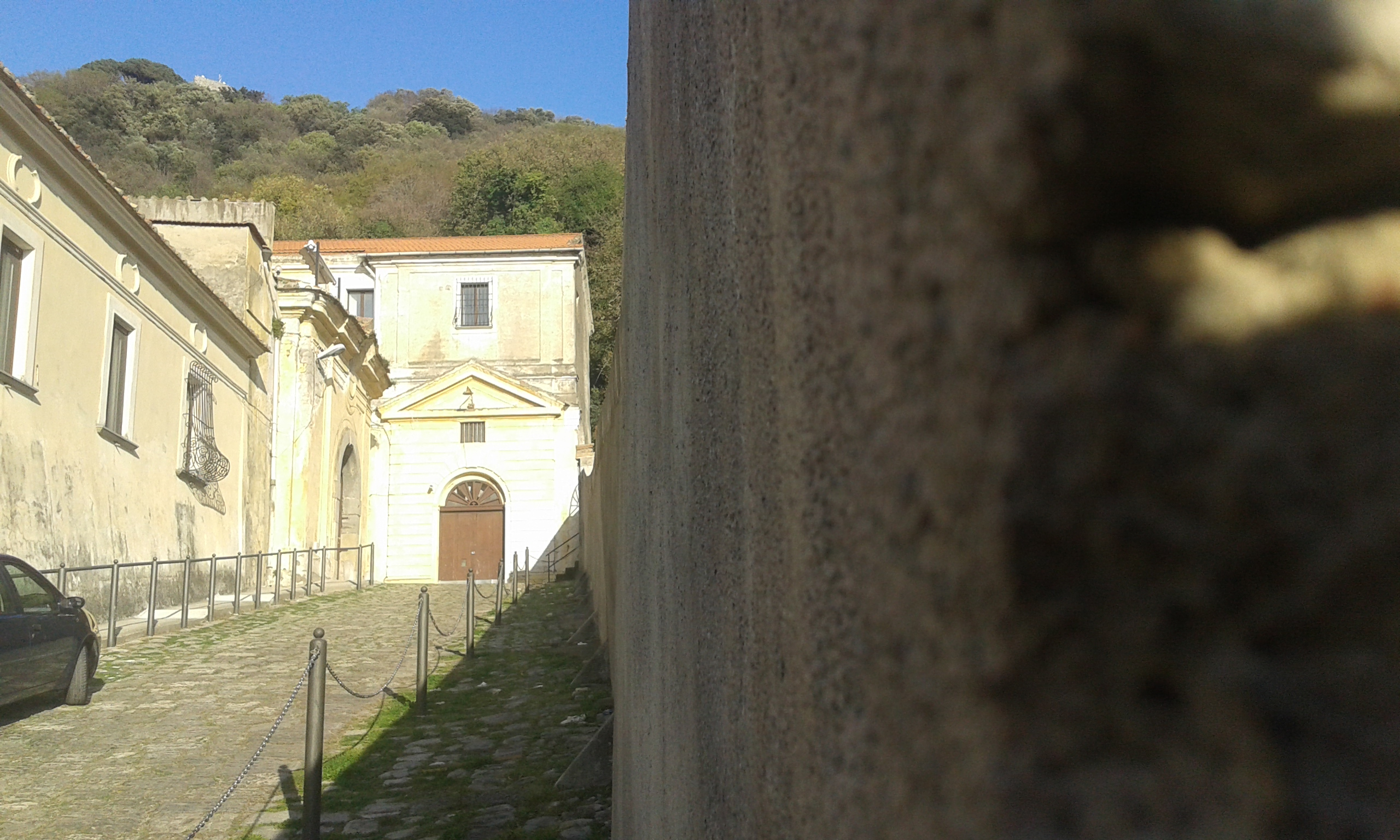
Prospetto del Convento
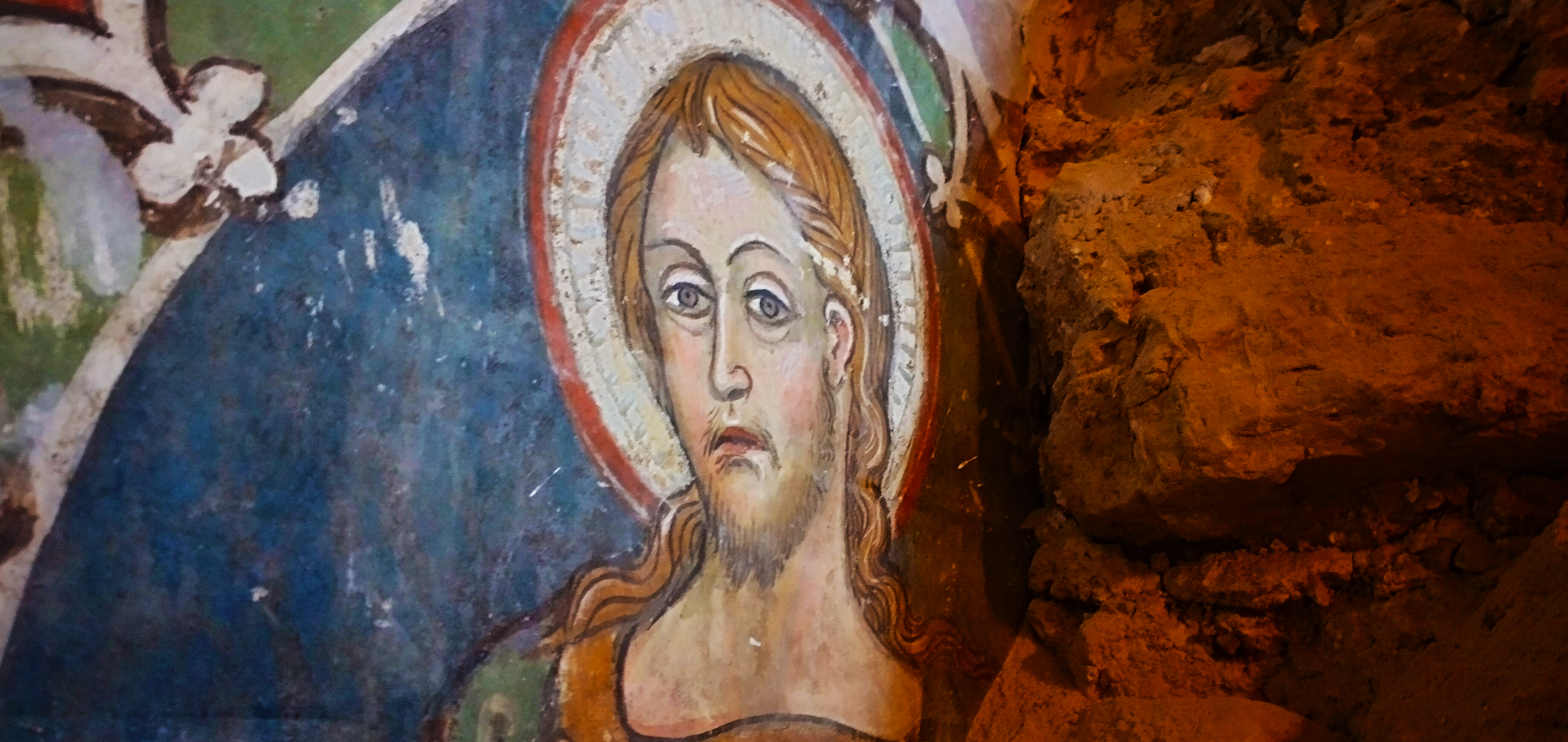
San Giacomo (XV secolo) ciclo pittorico sul miracolo dell'impiccato. Saletta degli affreschi
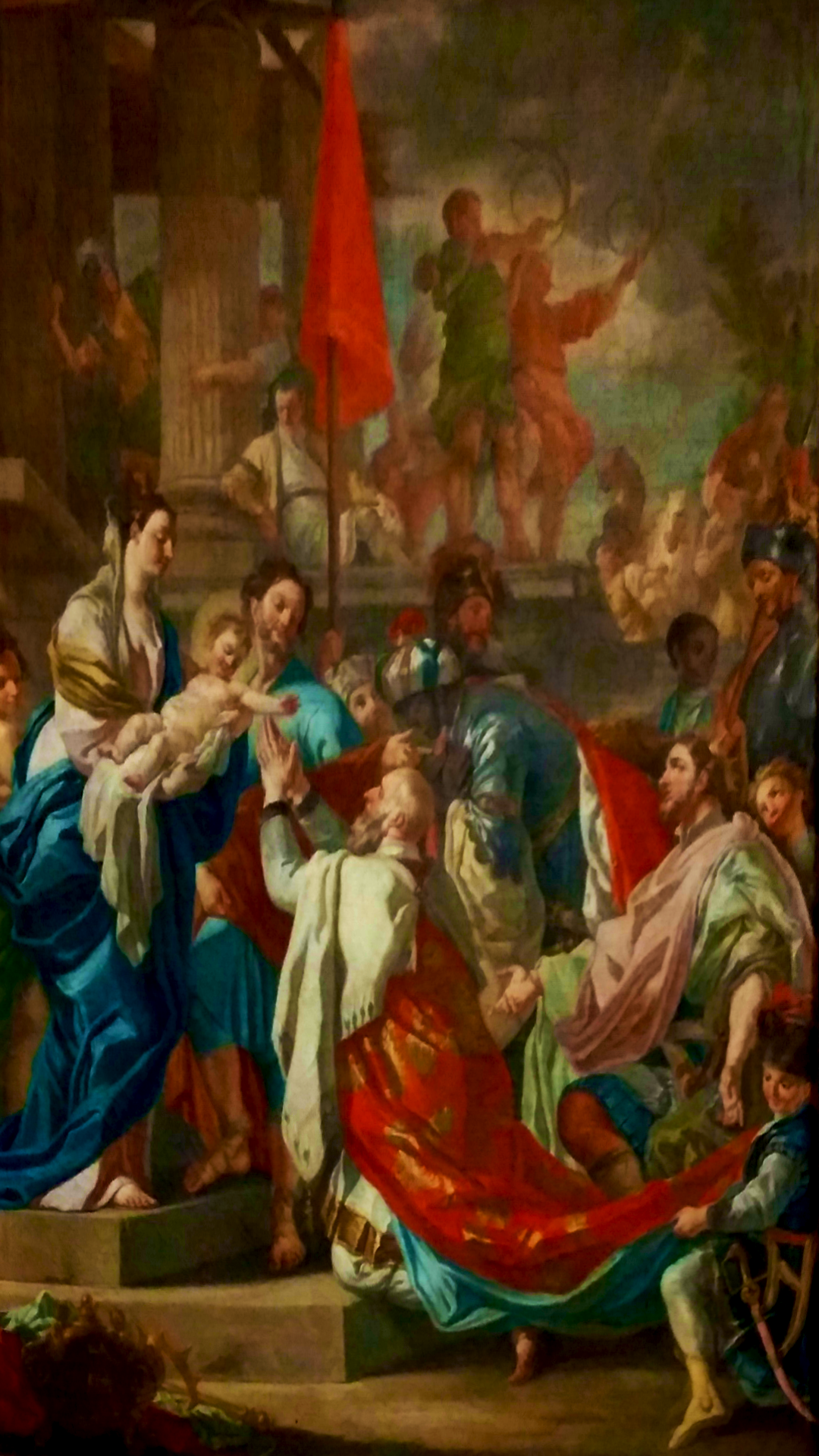
L'adorazione dei Magi di Orazio Solimena
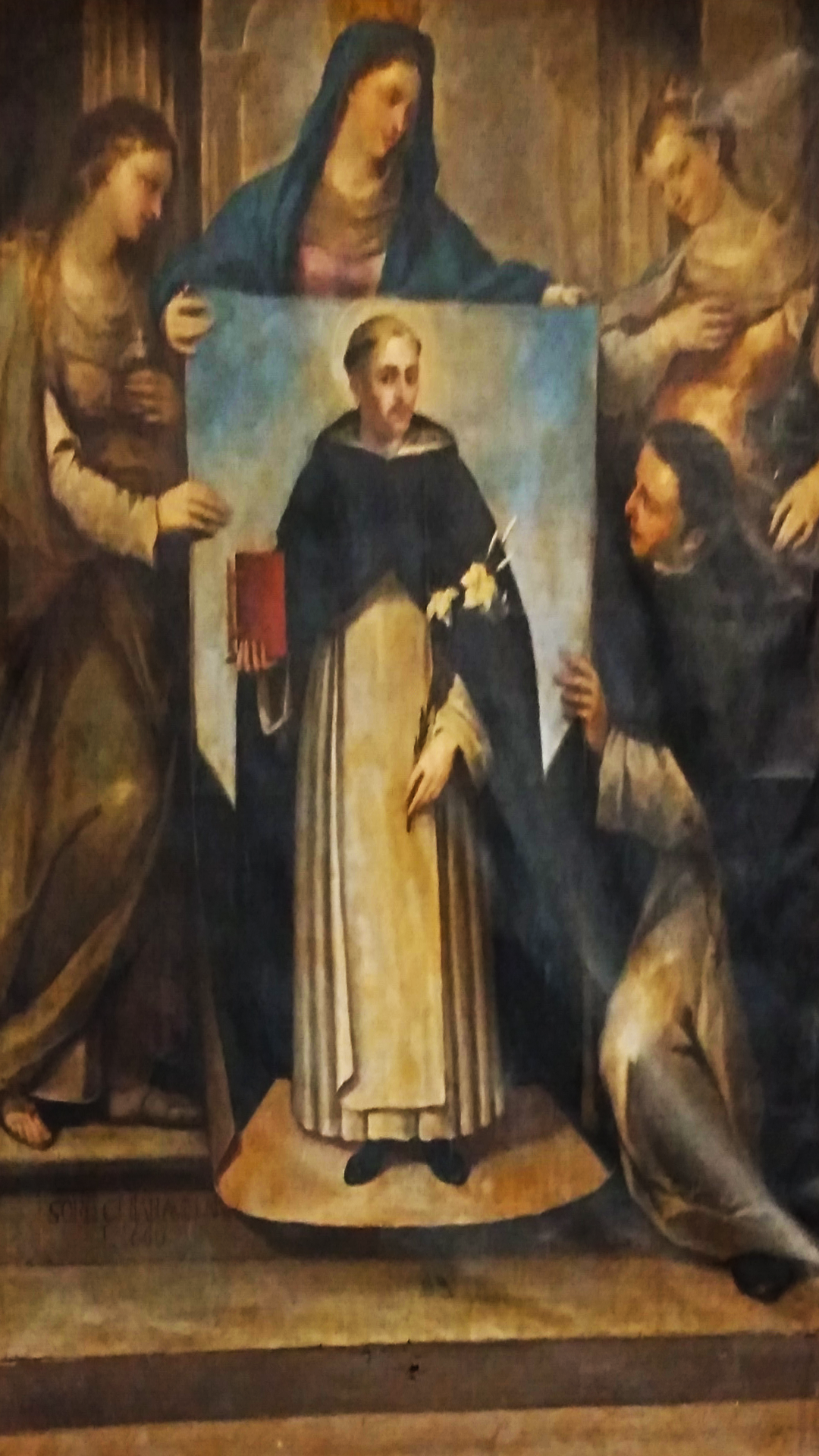
Miracolo del Quadro di San Domenico in Soriano (1660). Suor Chiara Villani